# The Chainsmokers
The Chainsmokers je Ameriški DJ duo, sestavljen iz dveh članov (Alex Pall in Drew Taggart). Prepoznavna sta postala predvsem s hitom "#Selfie" leta 2014. Leto kasneje sta izdala prvi EP album "Bouquet", album je bil izdan oktobra 2015. Največji hit na tem albumu je bila pesem "Roses", ki je dosegla top 10 na ameriški Billboard "Hot 100" lestvici. Njun drugi EP album "Collage" je bil izdan novembra 2016. Na tem albumu izstopata predvsem dva hita pesem "Don't Let Me Down", ki je bila nagrajena z Grammyem in "Closer", ki ima na youtubu že več kot 2 milijardi ogledov in je bila tudi več tednov na prvem mestu Billboard "Hot 100" lestvice. Njun tretji oz. prvi studijski album "Memories...Do Not Open", je bil izdan aprila 2017.

## Zgodovina

### 2012: Oblikovanje
The Chainsmokers sta bila sprva sestavljena iz Alexa Palla in Rhetta Bixlerja, a njuno sodelovanje ni dolgo trajalo. Leta 2012 se je Alexu pridružil Andrew Taggart, za to je bil zaslužen njun manager Adam Alpert. Prvo skladbo, ki sta jo izdala je bila "Erase"   z pevko in igralko Priyanka Chopra. Leta 2013 sta izdala pesem 
"The Rookie" in naredila veliko remixov.

### 2013-2014: Prvi nastop v živo in preboj med slavne
Duo je prvič nastopal v živo kot predskupina za duo "Timeflies" v New Yorku septembra 2014. Z hitom "#Selfie " sta leta 2014 postala prepoznavna, kasneje sta izdala tudi hite kot so pesem "Kanye" in "Let You Go"

### Leta 2015-2016: Bouquet in Collage
18 Maja, 2015, sta izdala prvo pesem novega albuma "Good Intentions" in mesec kasneje  pesem "Roses" ,ki je eden izmed njunih največjih hitov. Kasneje st izdala še pesmi "Waterbed","Until You Were Gone" in kot zadnjo na albumu "New York City". Istega leta sta izdala tudi pesem "Split" z DJ Tiësto, ki pa ni bila del albuma.  
5. Februarja, 2016 je duo izdal nov hit "Don't Let Me Down",  Dva meseca kasneje sta izdala, "Inside Out".  19. Marca 2016, sta igrala na Ultra Music Festivalu v Miamiu. 29.julij, 2016, sta izdala pesem "Closer", v sodelovanju s pevko  Halsey, ki je njun navečji
hit.  29. septembra 2016 sta izdala pesem "All We Know". Album "Collage" je bil zaključen ko sta Novembra, 2016 izdala še zadnjo pesem "Setting Fires".

### 2017–danes: Memories...Do Not Open in Las Vegas XS rezidenca
Januarja 2017 sta izdala prvo pesem novega albuma "Paris". Mesec kasneje sta izdala pesem "Something Just Like This",ki sta jo ustvarila s skupino "Coldplay" . pesem je postala velik hit, ki ima trenutno več kot milijardo ogledov na youtubu. 7. Aprila sta izdala prvi studijski album Memories...Do Not Open. Spomladi 2017 sta izvedla do tedaj njuno največjo turnejo po "ZDA", "Memories...Do Not Open Tour". Pogodbo sta podpisal s klubom XS iz Las Vegasa v katerm nastopata skoraj vsak vikend. Na lestvici Forbes sta bila uverščena med največje zaslužkarje z 36 milijoni $. Na lestvici DJ Mag za leto 2017 sta  bila uverščena na 6. mesto.

### 2018: Sick Boy
17. Januarja, 2018. Sta izdala prvo pesem po albumu "Memories... Do Not Open" z naslovom "Sick Boy" Februarja in Marca je potekala njuna največja turneja po evropi "Euro Memories... Do Not Open Tour". Februarja sta izdala pesem "You Owe Me". Po koncu turneje marca sta izdala pesem "Everybody Hates Me" s katero sta zaključevala koncerte na evropski turneji.
V Marcu, 2018 sta zaključila sobotni dan na glavnem odru na Ultra Music Festival Miami. Billboard je nagradil The Chainsmokers z 1. mestom na Billboard dance lestvici za najboljša DJ-a.
20. aprila sta izdala četrti singl z naslovom "Somebody". 27. julija je duo izdal svojo peto pesem v letu, v katerem je sodelovala Emily Warren z naslovom "Side Effects" pesem  je bila tudi velikokrat predvajana na slovenskih radijskih postajah. Avgusta je izšla pesem "Save Yourself". 18. septembra je izšla pesem "This Feeling". 26. oktobra sta izdala pesem "Siren", ki sta jo ustvarila s pariškim producentom Aazarjem. 16. novembra sta izdala še ljubezensko pesem z naslovom "Beach House" .
Duo je ustanovil filmsko produkcijsko podjetje z imenom Kick the Habit Productions, z direktorjem Adamom Alpertom in Danom Marcusom. Prvi projekt, ki ga bo produciral Kick the Habit Productions, je film z naslovom Paris, scenarist pa je Mickey Rapkin, ki ga je navdihnila hit pesem Paris
Z izdajo zadnje pesmi "Hope"  je bil tudi zaključen njun drugi studijski album Sick Boy izdan je bil 14. decembra 2018.
Na lestvici Forbes za leto 2018 sta bila uverščena med največje zaslužkarje z 45.5 milijoni $ in sta tudi druga najbolj plačana Dja na svetu.

### 2019: World War Joy
Prva pesem iz tega albuma "Who Do You Love" je izšla 7. februarja 2019 v sodelovanju z avstralsko skupino "5 Seconds of Summer". Prav tako sta napovedala veliko severno ameriško turnejo "World War Joy" z skupino 5 Seconds of Summer in pevko Lennon Stella.
29. marca 2019 sta izdala pesem "Kills You Slowly". Marca sta tudi nastopila in zaključila Ultra Music Festival 2019 na glavnem odru v Miamiu.
26. aprila sta izdla pesem "Do You Mean" v sodelovanju z ameriškim reperjem "TY Dolla $ign" in pevko "Bülow". 31. Maja sta izdala pesem Call You Mine z pevko Bebe Rexha, 24 julija sta izdala zelo pričakovano pesem Takeaway z Ilenium in pevko Lennon Stella. 25, spetembra se je začela njuna največja turneja do zdaj World War Joy Tour, kjer so za ogrevanje na vseh 41 koncertih po severni Ameriki skrbeli Avstralska skupina 5 seconds of Summer in pevka Lennon Stella. 8, Novembra sta izdala pesem Push My Luck. 6, Decembra na zadnji dan turneje sta izdala še zadnje 4 pesmi albuma to so pesmi "P.S. I Hope You're Happy" ft. Blink 182, "See the Way", "The Reaper" ter "Family" z Norveškim DJem Kygom
Duo je 25. novembra 2019 naznanil, da snemajo TV dramo za Freeform z imenom Demo.
2020: Premor in prvi film
24. februarja 2020, sta na svojem Instagram profilu objavila, da si bosta vzela nekaj časa premora, da ustvarita novi studijski album. Ni pa bilo leto čisto brez premora, saj sta se prvič podala v filmske vode, kjer sta s svojim podjetjem KICK THE HABIT ustvarila soundtrack za film Words on Bathroom Walls, ki je bil izdan 21. 8. 2020.

2022: So Far So Good
13.5.2022 sta izdala svoj 4. studijski album.

## Glasbeni slog
Njun glasbeni slog EDM, Pop in electropop

## Člani

### Alex Pall
Alexander "Alex" Pall rojen  16. Maja, 1985, je odraščal v Westchester County, New York.

### Andrew Taggart
Andrew "Drew" Taggart rojen 31. Decembra, 1989, je odraščal v kraju Freeport, Maine. Nad elektronsko glasbo se je navdušil, ko je bil star 15 let, v Argentini kjer si je ogledal nastope David Guetta, Daft Punk in Trentemøller.

## Albumi
- Bouquet EP (2015)
- Collage EP (2016)
- Memories...Do Not Open (2017)
- Sick Boy (2018)
- World War Joy (2019)
- So Far So Good (2022)

## Turneje
- #Selfie Tour (2014)
- FRIENDZONE TOUR (2015)
- Memories Do Not Open Tour (2017)
- Euro Memories Do Not Open Tour (2018)
- World War Joy Tour (2019)
- So Far So Good Tour (2022)